# Gohlis (Dresden)
Gohlis ist ein Ortsteil der Stadt Dresden und gehört zur Ortschaft Cossebaude.
Gohlis besteht aus den Gemarkungen Ober- und Niedergohlis und liegt im Dresdner Westen südlich der Elbe am Elberadweg.

## Geschichte
Gohlis wird 1144 das erste Mal urkundlich erwähnt. Der Ortsname geht zurück auf das altsorbische „Gołuš(a)“/„Gołyš“ und leitet sich ab von „goły“ (kahl, leer), bedeutet also „Siedlung auf kahlem/waldlosem Land“. Um 1260 gehörte der Ort zum Besitz der Herren von Goluz, die dem Meißner Domherren hier ein Vorwerk übertrugen. Nach Auflösung dieses Vorwerks wurde Gohlis in die beiden Gemeindeteile Niedergohlis und Obergohlis geteilt. Niedergohlis war viele Jahrzehnte im Besitz des Klosters Seußlitz und kam nach der Reformation an einen Dresdner Ratsherren.
Von wirtschaftlicher Bedeutung war neben der Elbfischerei die Landwirtschaft, an die noch einige Bauerngüter, vor allem im alten Ortskern Nieder- und Obergohlis, erinnern. Viele historische Gehöfte aus dem 16. bis 19. Jahrhundert sind bis heute erhalten geblieben. Das älteste Haus von 1695 am ehemaligen Ziegenweg (heute Windmühlenweg 1) markiert den Eingang ins Gassendorf von Obergohlis und ist Teil des Fernradweges an der Elbe. Die landwirtschaftlich geprägten Gehöfte beherbergen heute unter anderem ein Bio-Hof, Ziegen- und Rinderzucht, Wohnungen und eine Tierpension. In Gohlis wohnen heute viele junge Familien mit Kindern.
Um 1828 entstand die bis heute erhaltene Gohliser Windmühle. Heute befindet sich an der Mühle ein schöner Biergarten direkt an der Elbe. Im 19. Jahrhundert siedelten sich in Gohlis zahlreiche Gärtnereien an. 1886 erhielt der Ort eine eigene Schule. Ab 1906 fuhr die Straßenbahn nach Cossebaude durch Gohlis, 1991 wurde die Linie eingestellt. Für diese Straßenbahn wurde in Gohlis an der Meißner Landstraße ein Straßenbahnhof gebaut. In den 20er Jahren siedelten sich im Ort einige kleine Gewerbebetriebe an. Am 1. April 1974 kam Gohlis als Ortsteil zu Cossebaude und wurde gemeinsam mit Cossebaude am 1. Juli 1997 nach Dresden eingemeindet.

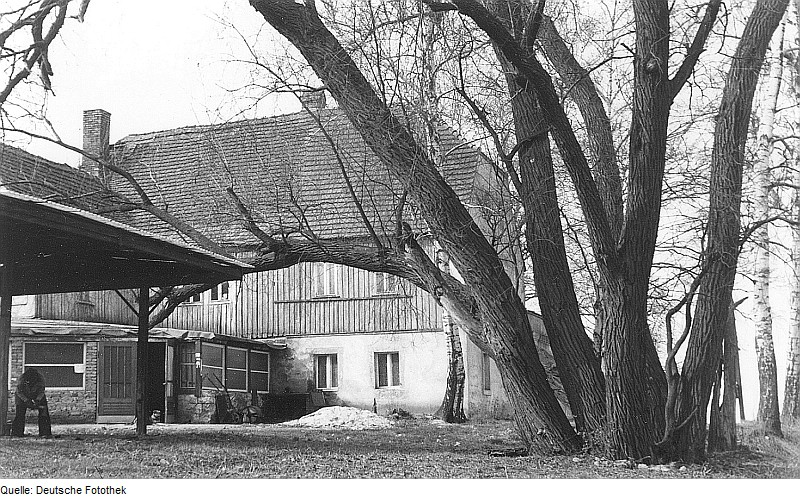
Gaststätte Zur Windmühle 1975
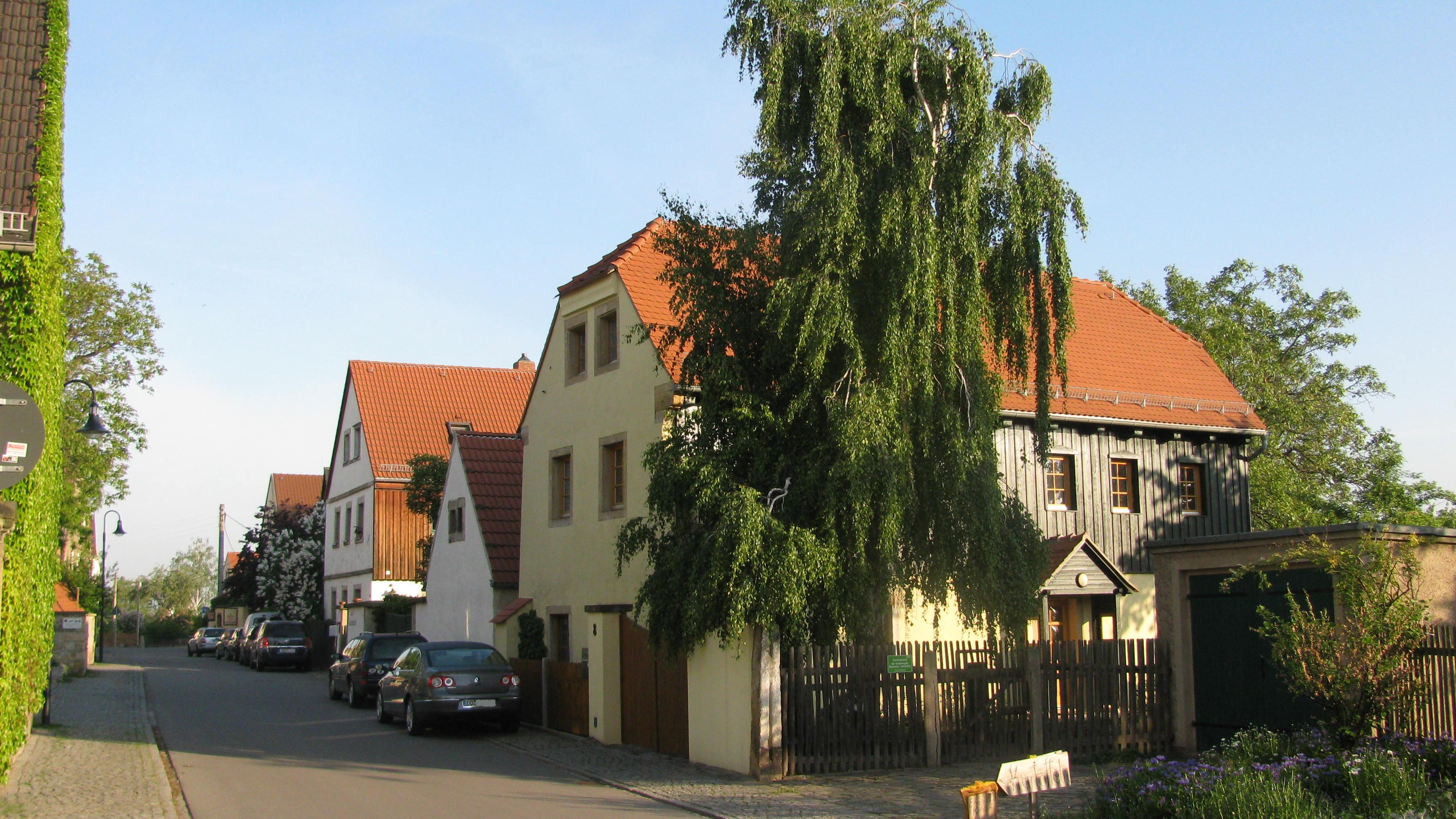
Dorfstraße in Niedergohlis
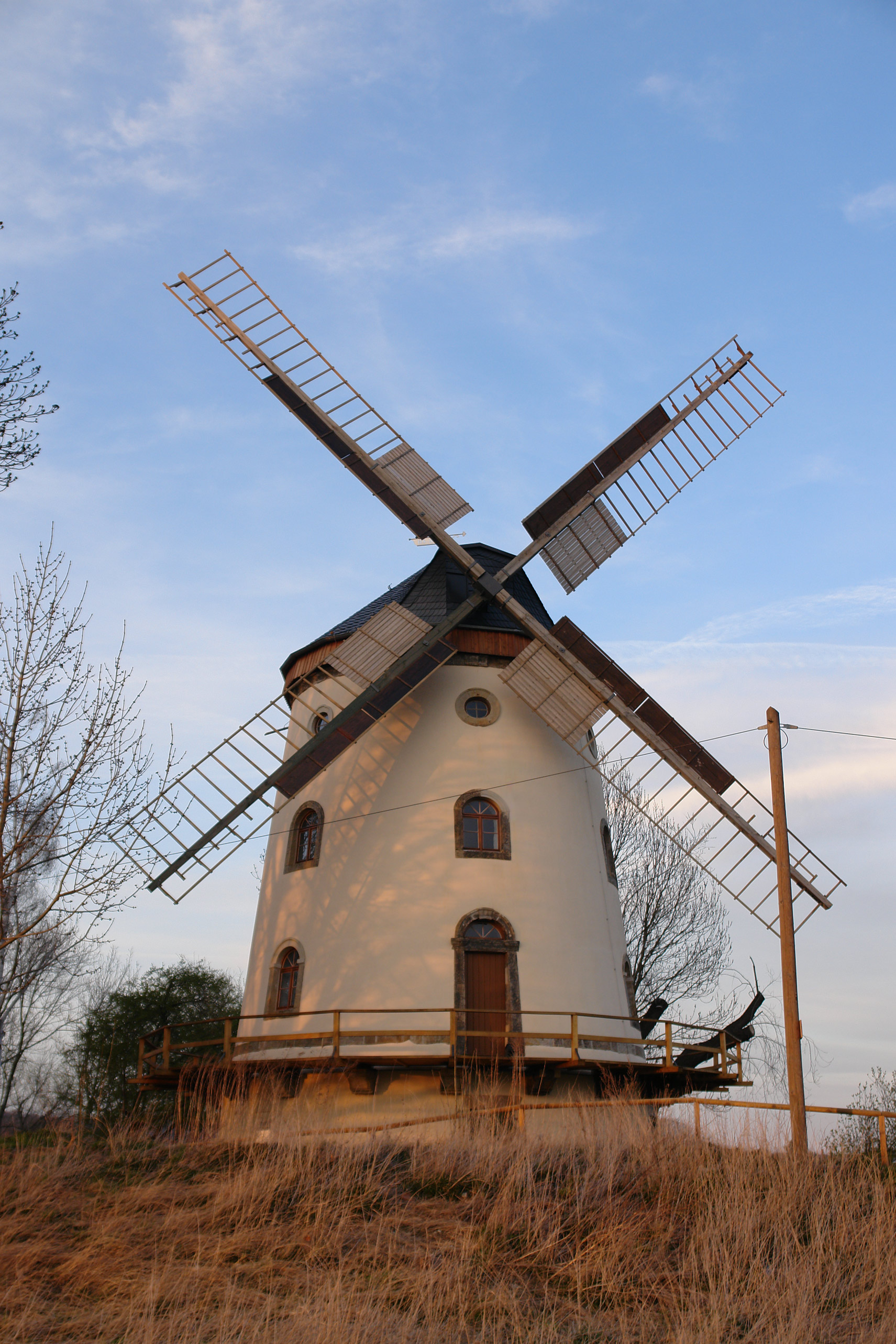
Gohliser Windmühle
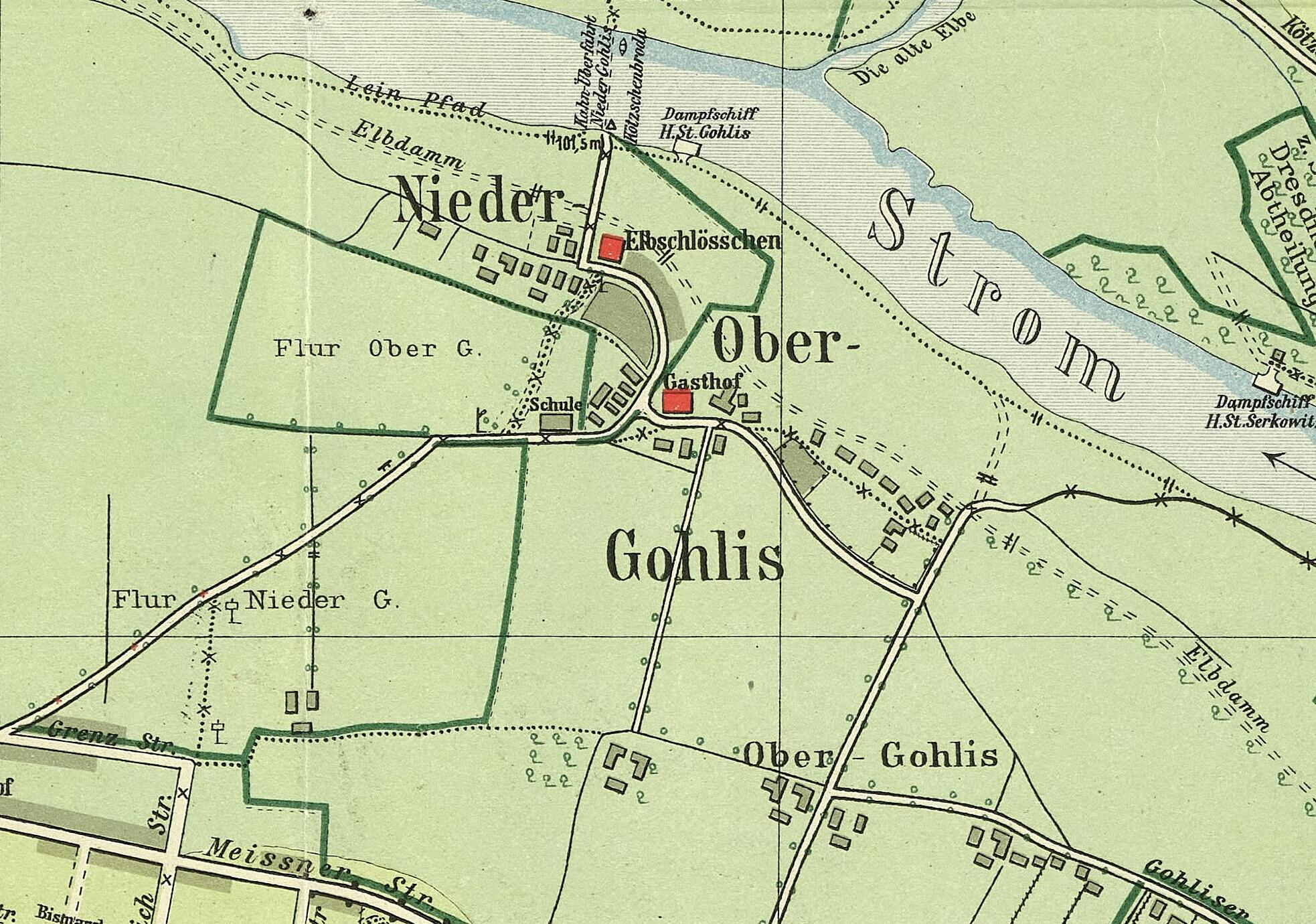
Nieder- und Obergohlis auf einer Karte von 1896

## Elbhochwasser 2002
Im August 2002 gehörte Gohlis zu den am stärksten vom Elbhochwasser betroffenen Gebieten rund um Dresden. Niedergohlis konnte rechtzeitig evakuiert werden, bevor es tagelang unter Wasser stand. Alle durch die Flut beschädigten Häuser wurden saniert. Besonders betroffen war das Gebiet einer erst nach 1990 entstandenen Wohnanlage, die entgegen früheren Bestimmungen im Überflutungsgebiet der Elbe errichtet worden war.